# Заслуженный артист Узбекской ССР
Заслуженный артист Узбекской  ССР — почётное звание, присваивалось Президиумом Верховного Совета Узбекской ССР и являлось одной из форм признания государством и обществом заслуг отличившихся граждан. Учреждено 16 февраля 1940 года. 
Присваивалось выдающимся деятелям искусства, особо отличившимся в деле развития театра, музыки, кино, цирка, режиссёрам, композиторам, дирижёрам, концертмейстерам, художественным руководителям музыкальных, хоровых, танцевальных и других коллективов, другим творческим работникам, музыкантам-исполнителям за высокое мастерство, и содействие развитию искусства.
Следующей степенью признания было присвоение звания «Народный артист Узбекской ССР», затем «Народный артист СССР».
Начиная с 1919 и до указа 1940 года присваивалось звание «Заслуженный артист Республики». Присваивалось оно коллегиями Наркомпроса республик, приказами наркомов просвещения, исполкомами областных и краевых советов.
Первым награждённым в 1937 году был Ашрафи, Мухтар Ашрафович – композитор.

Последним награждённым этим почётным званием в 1989 году был Сафаров, Радик Рашидович – валторнист.
Также почётным званием награждались представители других союзных республик. Так в 1974 году на гастролях театра имени Кирова года Ош, Киргизской ССР почётного звания заслуженного артиста Узбекской ССР был удостоен ведущий артист этого театра Рахмонов, Журахон Рахмонбердиевич. 
С распадом Советского Союза в Узбекистане звание «Заслуженный артист Узбекской ССР» было заменено званием «Заслуженный артист Узбекистана», при этом учитывая заслуги граждан Республики Узбекистан, награждённых государственными наградами бывших СССР и Узбекской ССР, за ними сохранились права и обязанности, предусмотренные законодательством бывших СССР и Узбекской ССР о наградах.